# 岩手県立花巻農業高等学校
岩手県立花巻農業高等学校（いわてけんりつはなまきのうぎょうこうとうがっこう）は、岩手県花巻市にある公立の農業高等学校である。
略称は「花農」（はなのう）。宮沢賢治が教諭として勤務した花巻農学校の後身に当たる学校として知られる。

## 概要

### 教育目標
- 平和な国家及び豊かな地域社会の形成者として人間尊重の精神に徹し、自然や生命を大切にする豊かな人間性を育むと共に、生徒が自立的な生活態度を確立し、健全な判断と望ましい行動のできる人間教育を推進する。
- 時代の進展に柔軟に対応できる教養と基礎的知識・技能を生徒に身につけさせ、創造性豊かな実践力を育成する専門教育を推進する。
- あらゆる教育活動を通して徳性を高め、人格を陶冶し、個に応じた進路目標実現に向けて支援しながら在り方・生き方教育を推進する。

### 教育方針
人間教育
宮沢賢治先生が実践した「愛と慈しみの農業教育」を基本とし、豊かな人間性を育み、生命を大切にする。
専門教育
時代の進展に対応しながら、農業をはじめ産業社会に貢献する創造性豊かな実践力を育てる。
在り方・生き方教育
個性を尊重する進路目標を設定し、自己実現に向けた在り方・生き方教育を進める。

### 校章
統合にあたり公募を行い、選定された案に若干の修正を加えて2003年2月に制定された。
真・善・美を表す桜花三弁の中に、若き北国の農業者を目指すフロンティア精神を象徴する2挺の鍬と「高」の字が配置されている。上部には、農業の恵み豊かな国を表す稲穂2本が添えられている。真理を探究して止まない立派な職業人として大成せよとの願いを表している。

### 校是
「農で学び　農で育ち　農で生きる」

### 校歌等
「花巻農業高等学校校歌」（作詞：土井晩翠、作曲：片山頴太郎）は4番まであり、歌詞中に校名は登場しない。
また、校歌とは別に、「花巻農学校精神歌」（作詞：宮沢賢治、作曲：川村悟郎）が存在する。制作当時の校長からは校歌にしたいという申し出があったが、「農民を主体として作った歌詞であり、校歌を目標として制作したものではない」という理由で賢治が固辞し、以降現在に至るまで準校歌の扱いを受け、歌い継がれている。このほかにも、賢治は花巻農業高校に関連した複数の楽曲を作詞・作曲している。

### 設置学科
生物科学科
植物の栽培に関する知識や技術および動物の飼育管理、生態系の重要性について学ぶことで、安全な生物生産について理解を深めさせ、自ら課題に取り組む態度と産業社会で活躍できる能力を育成する。定員120名。
環境科学科
環境と調和するための知識や技術について学び、潤いのある居住空間の創造を目指し、環境保全や保護の視点について学び、関連産業に携わる能力と態度を養成する。定員120名。
食農科学科
食品や食生活と原材料を提供する農業との関連、良質安全な食品製造や食品開発、食生活と健康の学習、また、地域文化や風土に根ざした食文化や生命の源である食品について学習する。定員120名。

## 沿革
- 1906年（明治39年）11月 - 稗貫郡会において稗貫郡蚕業講習所設置の件が可決。
- 1907年（明治40年）
  - 4月 - 花巻市（当時花巻町）花城町に校舎着工。
  - 5月6日 - 入所許可（本科30名、実習生7名）。
  - 7月 - 校舎竣工落成式。
- 1919年（大正8年）4月 - 稗貫郡立農蚕講習所と改称。
- 1920年（大正9年）12月 - 稗貫郡において、農蚕講習所廃止・稗貫農学校設置の件が可決。
- 1921年（大正10年）
  - 4月 - 岩手県稗貫農学校と改称。
  - 12月3日 - 宮沢賢治が教諭として着任。
- 1923年（大正12年）
  - 4月 - 若葉町に移転。岩手県に移管し、岩手県立花巻農学校と改称。
  - 5月25日 - 開校式挙行（創立記念日）。
- 1926年（大正15年）3月 - 宮沢賢治、依願退職。
- 1942年（昭和17年）3月 - 定員300名認可。
- 1948年（昭和23年）4月 - 学制改革により新制高等学校となり、岩手県立花巻農業高等学校と改称。
- 1949年（昭和24年）4月 - 岩手県立花城高等学校と改称。普通科（定員150名）設置。
- 1952年（昭和27年）4月 - 岩手県立花巻農業高等学校と改称。
- 1953年（昭和28年）4月 - 普通科廃止、家庭科（定員120名）設置。
- 1955年（昭和30年）4月 - 酪農科（定員120名）設置。
- 1962年（昭和37年）4月 - 家庭科1学級増（定員240名）。
- 1964年（昭和39年）2月 - 食品化学科（定員120名）設置。家庭科の募集を停止し、生活科（定員240名）設置。
- 1965年（昭和40年）4月 - 園芸科（定員120名）設置、農業科1学級減（定員120名）。
- 1968年（昭和43年）4月 - 酪農科募集停止、畜産科（定員120名）設置。
- 1969年（昭和44年）
  - 6月 - 現在地に移転。旧校舎の一部は譲渡先の花巻市より借用し継続使用。
  - 11月 - 「賢治の家」復元、精神歌歌碑建立除幕式。羅須地人協会復元落成式。
- 1970年（昭和45年）3月 - 酪農科廃止。
- 1974年（昭和49年）4月 - 畜産科募集停止、農業土木科（定員120名）設置。
- 1988年（昭和63年）4月 - 園芸科募集停止、農芸工学科（定員120名）設置。
- 1989年（平成元年）4月 - 生活科募集停止、生活科学科（定員240名）設置。
- 1993年（平成5年）4月 - 生活科学科1学級減。
- 2003年（平成15年）
  - 2月 - 新校章制定。
  - 4月 - 県立学校新整備計画により、北上農業高等学校と統合し、新・岩手県立花巻農業高等学校となる。生物科学科、環境科学科、食農科学科（定員各120名）を新設。
- 2008年（平成20年）3月 - 新校歌制定。

### 定時制笹間分校
- 1948年（昭和23年）5月 - 笹間村立笹間中学校（現花巻市立西南中学校）内に岩手県立黒沢尻高等学校笹間分校設置。普通科。
- 1949年（昭和24年）10月 - 家庭コース開設。
- 1953年（昭和28年）
  - 4月 - 移管により、岩手県立花巻農業高等学校笹間分校となる。
  - 6月 - 校舎移転。
- 1957年（昭和32年）4月 - 別科（前期課程）廃止。
- 1959年（昭和34年）4月 - 普通科を農業科に変更。農協コース開設。
- 1961年（昭和36年）10月 - 校舎移転。
- 1972年（昭和47年）4月 - 募集停止。
- 1974年（昭和49年）3月 - 閉校式。校舎を閉鎖し、本校に分室設置。
- 1975年（昭和50年）3月 - 廃止。

### 旧・北上農業高等学校
- 1942年（昭和17年）
  - 4月 - 設立認可。定員は本科200名、専攻科20名。
  - 5月 - 黒沢尻町立黒沢尻女子職業学校開校式。
- 1945年（昭和20年）2月 - 黒沢尻町立黒沢尻女子農業学校と改称。
- 1947年（昭和22年）4月 - 黒沢尻町分第1地割249番地に独立校舎が完成し、移転。
- 1948年（昭和23年）
  - 4月 - 黒沢尻町立黒沢尻農業学校と改称。
  - 8月 - 黒沢尻町外16ヶ町村組合立黒沢尻農業高等学校設立認可。
  - 11月 - 岩手県立黒沢尻第一高等学校（現黒沢尻北高等学校）との統合により、岩手県立黒沢尻第一高等学校農業部となる。
- 1949年（昭和24年）4月 - 岩手県立黒沢尻第二高等学校との統合により、岩手県立黒沢尻高等学校農業部となる。
- 1952年（昭和27年）4月 - 農村家庭科を設置。
- 1954年（昭和29年）4月 - 岩手県立北上農業高等学校として分離独立。農業科3学級、家庭科3学級。
- 1957年（昭和32年）1月 - 北上市堤ケ丘に校舎移転。
- 1959年（昭和34年）11月 - 新校舎統合落成式。開校記念日を11月8日と制定。
- 1960年（昭和35年）4月 - 農業科1学級増（定員240名）。
- 1962年（昭和37年）4月 - 家庭科1学級増（定員240名）。
- 1963年（昭和38年）4月 - 家庭科を家政科と改称し、募集停止。生活科（定員240名）設置。
- 1981年（昭和56年）
  - 2月 - 北上市相去町高前檀13に移転。
  - 4月 - 生活科1学級減（定員40名）。
- 1985年（昭和60年）9月 - 受精卵移植実験により、乳牛からの和牛の分娩に成功。
- 1987年（昭和62年）4月 - 農業科1学級減（定員120名）、農業情報システム科（定員120名）設置。
- 1988年（昭和63年）4月 - 生活科募集停止、生活科学科（定員120名）設置。
- 1989年（平成元年）4月 - 農業情報システム科1学級増（定員240名）。
- 1998年（平成10年）4月 - 農業情報システム科1学級減（定員120名）。
- 2000年（平成12年）4月 - 農業科、生活科学科募集停止、生産科学科（定員120名）設置。
- 2003年（平成15年）4月 - 県立学校新整備計画により、花巻農業高等学校と統合。募集停止。
- 2004年（平成16年）4月 - 跡地に岩手県立北上翔南高校が移転。

## 部活動

### 運動部
- バドミントン
- ハンドボール（男女）
- ソフトテニス（男女）
- 卓球
- バレーボール
- 弓道
- 陸上競技 - 1973年、第24回全国高等学校駅伝競走大会男子の部出場（13位）。
- 柔道
- ソフトボール
- ボクシング
- 硬式野球

### 文化部
- 茶華道
- 鹿踊り
- 芸術
- 吹奏楽

## 所在地
岩手県花巻市葛第1地割68番地

## アクセス
- JR東北本線花巻空港駅より徒歩25分。
- 花巻空港新ターミナルより徒歩30分。

## 著名な教職員・関係者
- 宮沢賢治 - 前身の花巻農学校の教員。詩人、童話作家。
- 小原繁男 - 前身の花巻農学校卒業。クローバーの多様株のギネス記録保持者。
- 高橋清孝 - 前身の花巻農学校卒業。自由民主党所属の岩手県議会議員（7期）、参議院議員（1期）。
- 沢藤礼次郎 - 元教諭。社会民主党所属の岩手県議会議員（2期）、衆議院議員（3期）。
- 國保陽平 - 元硬式野球部監督。
- 八重樫剛 - 教諭。アマチュアボクシング選手。

## その他

### 校名論争
現在の花巻農業高校は花巻市の双子都市である北上市との両県立農業高校を統合する形で2003年に発足したが、統合にあたっては場所や校名などをめぐって激しい議論が起きた。
北上農業高校OBや北上市農協（現・花巻農業協同組合）関係者らでつくる市民の会は、「どちらかの旧校名になると後々まで禍根が残る」と牽制し、新校名を「イーハトーブ高校」とするよう提案したが、結局宮沢賢治ゆかりの花巻農学校を前身とする花巻農業高校の名を残すことで決着した。

### 賢治先生の家

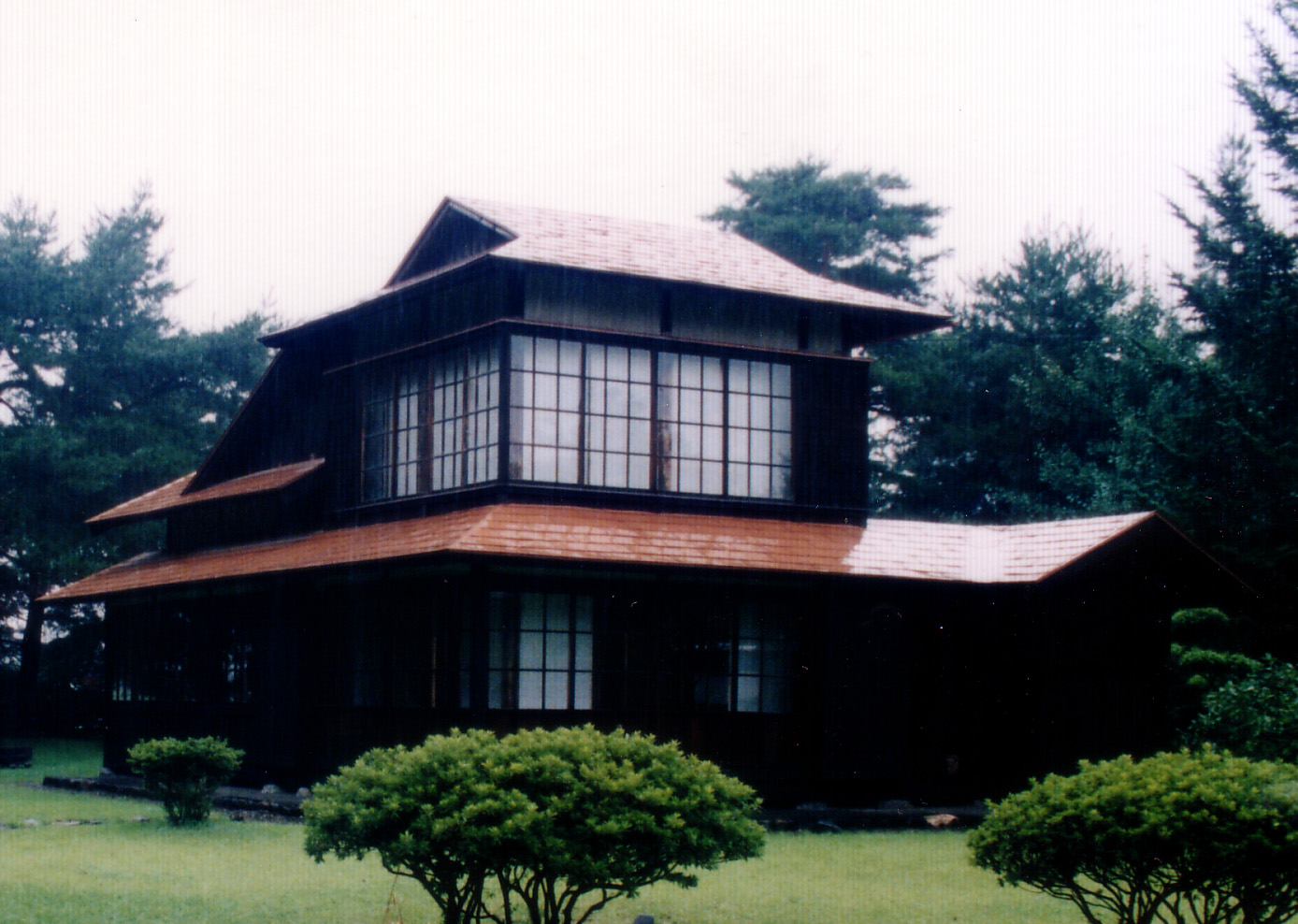
羅須地人協会の建物

校内に「賢治先生の家」と呼ばれる建物が保存されている。これは、もとは宮沢家の別宅だったもので、賢治が独居自炊していたこともあり、賢治の退職後は羅須地人協会の活動に使われた。賢治の生前は現在の花巻市桜町にあったが、賢治の没後に売却されて現在地に民家として移築され、その後1969年に本校が移転した際に偶然にもそこに建っていたという曰くがある。外部の者も学校で鍵を借りて中を見学することが可能。玄関に掲げてある黒板には「下ノ 畑ニ 居リマス 賢治」と書かれてあり、当時の様子を偲ぶことができる。